# Edgardo Roque
Edgardo Roque, né le 11 février 1938, à Obando, aux Philippines, est un ancien joueur philippin de basket-ball.